# Kosteneț, Bulgaria
Kosteneț (în bulgară Костенец) este un sat în comuna Kosteneț, regiunea Sofia,  Bulgaria. 

## Demografie
Componența etnică a orașului Kosteneț
     Romi (6,3%)
     Bulgari (45,74%)
     Nicio identificare (47,78%)
     Altele (0,32%)
La recensământul din 2011, populația orașului Kosteneț era de 6.853 locuitori. Nu există o etnie majoritară, locuitorii fiind bulgari (45,74%) și romi (6,3%). Pentru 47,78% din locuitori nu este cunoscută apartenența etnică.